# Lohowia koosi
Lohowia koosi är en korallart som beskrevs av Philip Alderslade 2003. Lohowia koosi ingår i släktet Lohowia och familjen läderkoraller. Inga underarter finns listade i Catalogue of Life.